# Älghults kyrka
Älghults kyrka är en kyrkobyggnad som tillhör Älghults församling i Växjö stift. Kyrkan ligger i samhället Älghult i Uppvidinge kommun.

## Kyrkobyggnaden
Älghult är belagt i källor från 1300-talet, och har tidigare haft en medeltida träkyrka. Ritningarna till den nuvarande kyrkan gjordes av Jacob Wulff år 1799. Den uppfördes år 1805-1806 i nyklassicistisk stil, och grundstenen lades den 13 maj 1805 av landshövding Carl Stellan Mörner. Först den 14 september 1816 invigdes kyrkan av biskop Ludvig Carlsson Mörner. Vid kyrkbygget revs den medeltida träkyrkan, men den gamla kyrkans sakristia av sten bevarades. 
Sakristian med sitt vackra åttadelade  stjärnvalv  förmodligen uppförd under 1400-talet  invigdes 1938 till kapell med namnet Heliga korsets kapell.
Kyrkan består av ett långhus med nord-sydlig orientering. I söder finns kyrktornet med huvudingång och i norr ett tresidigt kor med en vidbyggd sakristia. Kyrktornet har en hjälmformad huv med tornur,samt en öppen lanternin med en klockformad avslutning krönt med en korsglob och en tupp. 
Interiören som är av salkyrkotyp   är försett med ett dekorerat  tunnvalv. Takdekorationerna med inskriftsband tillkom år 1916. 

## Inventarier
- Altartavlan är utförd 1765 av Louis Masreliez  i och skänkt till kyrkan 1807.Tavlan som är målad med olja på har som motiv Kristi frambärande i templet. År 1900 renoverades tavlan av kyrkomålaren  Ludvig Frid.
- Altaruppställning som omramar altartavlan en består av två kolonner som bär upp ett trekantigt överstycke dekorerat med änglar. (Ängladekoren tillkom 1900)
- Altarring en är försedd med svarvade balusterdockor.
- Dopfunten är av polerad kalksten och skänkt 1650 av Knut Hammarsköld vars vapen och initialer finns ingraverade i funtens  cuppa.
- Predikstolen i renässansstil som är tillverkad 1649 och inköpt 1654 är troligen ett verk av en lokal snickare. Såväl predikstolen som ljudtaket moderniserades 1730 med  barockskulpturer av bildhuggaren Sven Segervall. Denne försåg korgen med snidade bilder av Kristus och evangelisterna. Ljudtaket fick basunblåsande putti, blomsterdekor och överst Kristus med segerfana.
- Predikstolens  timglas  som anskaffades 1640 är utfört av Jacobus Hartman,Leipzig.
- Triumfkrucifixet är daterat till  1300-talet.(Tillsammans med predikstolen och dopfunten m.fl. föremål är det överfört från den gamla kyrkan.)
- Bänkinredning med dörrar mot mittgången.
- Orgelläktare med utsvängt mittstycke som i likhet med altarringen är prydd med balusterdockor.[2]

## Orglar
- 1748 bygger Jonas Wistenius, Linköping en orgel och omfattade 9/10 stämmor.[3] 1807 överflyttades den gamla kyrkansorgel till den nya kyrkan.
- 1879/1880 installerades en ny orgel med 22 stämmor byggd av Carl Johannes Carlsson, Virestad och  Carl August Johansson från Hovmantorp. Samtidigt tillkom den nuvarande nygotiska fasaden.[4]
- 1941 ersattes 1879 års orgelverk av ett nytt byggt av A. Mårtenssons Orgelfabrik AB, Lund. Orgeln är pneumatisk.
- 1955 omdisponeras orgeln av samma firma. Orgeln har fria och fasta kombinationer och automatisk pedalväxling. Registersvällare finns.

| Huvudverk I      | Svällverk II      | Pedal         | Koppel   |
| Borduna 16´      | Rörflöjt 8´       | Principal 16´ | I/P      |
| Principal 8´     | Fugara 8´         | Subbas 16'    | II/P     |
| Gedackt 8´       | Principal 4´      | Oktava 8´     | II/I     |
| Oktava 4´        | Gemshorn 4'       | Oktava 4´     | II 16'/I |
| Flûte d'amour 4' | Waldflöjt 2'      | Quintaden 2´  | II 4'/I  |
| Kvinta 2 2⁄3'    | Larigot 1 1/3'    | Basun 16      | II 4'/P  |
| Oktava 2'        | Scharf 3-4 chor   |               |          |
| Mixtur 5 chor    | Krumhorn 8'       |               |          |
| Trumpet 8'       | Tremolo           |               |          |
|                  | Crescendosvällare |               |          |

### Kororgel
År 1982 anskaffades en mekanisk kororgel byggd av Anders Perssons Orgelbyggeri.
| Manual        | Pedal      | Koppel   |  |
| Blockflöjt 8’ | Subbas 16’ | Man/Ped. |  |
| Principal 4'  |            |          |  |
| Gemshorn 4'   |            |          |  |
| Waldflöjt 2'  |            |          |  |
| Ters 1 3/5'   |            |          |  |
| Nasat 1 1/3'  |            |          |  |
| Regal 8'      |            |          |  |

## Bilder

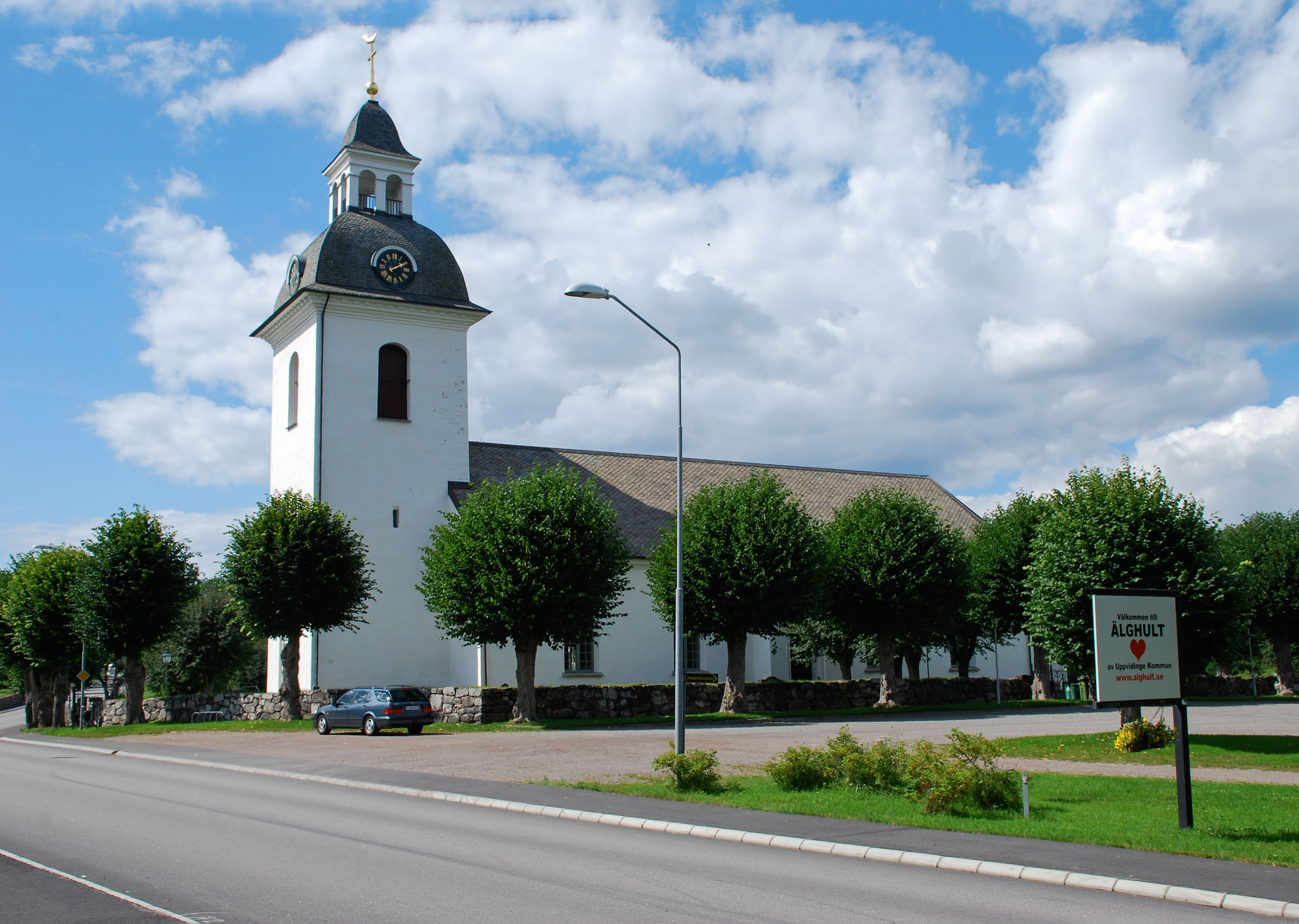
Kyrkan från sydöst.
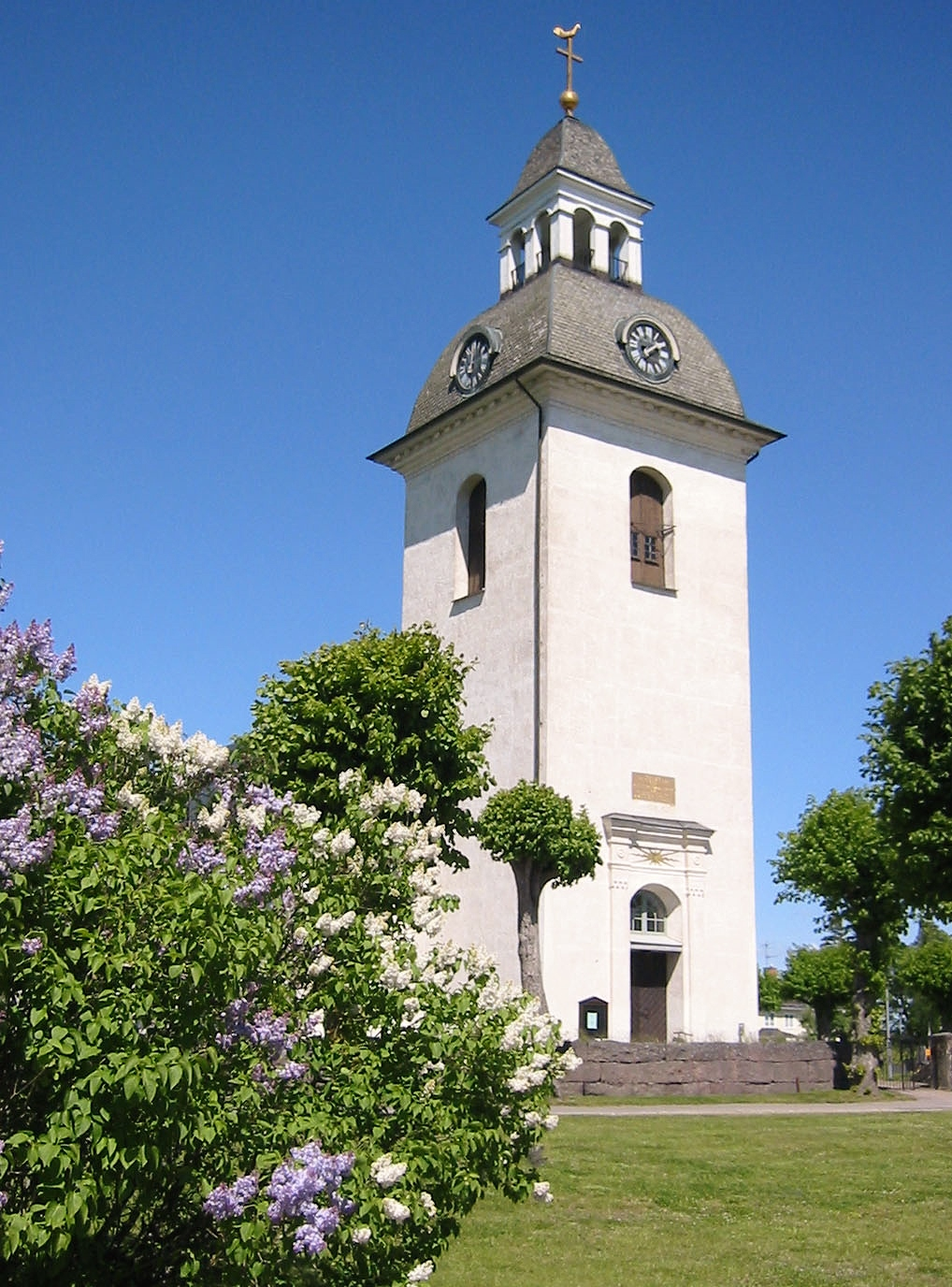
Exteriör från sydväst.
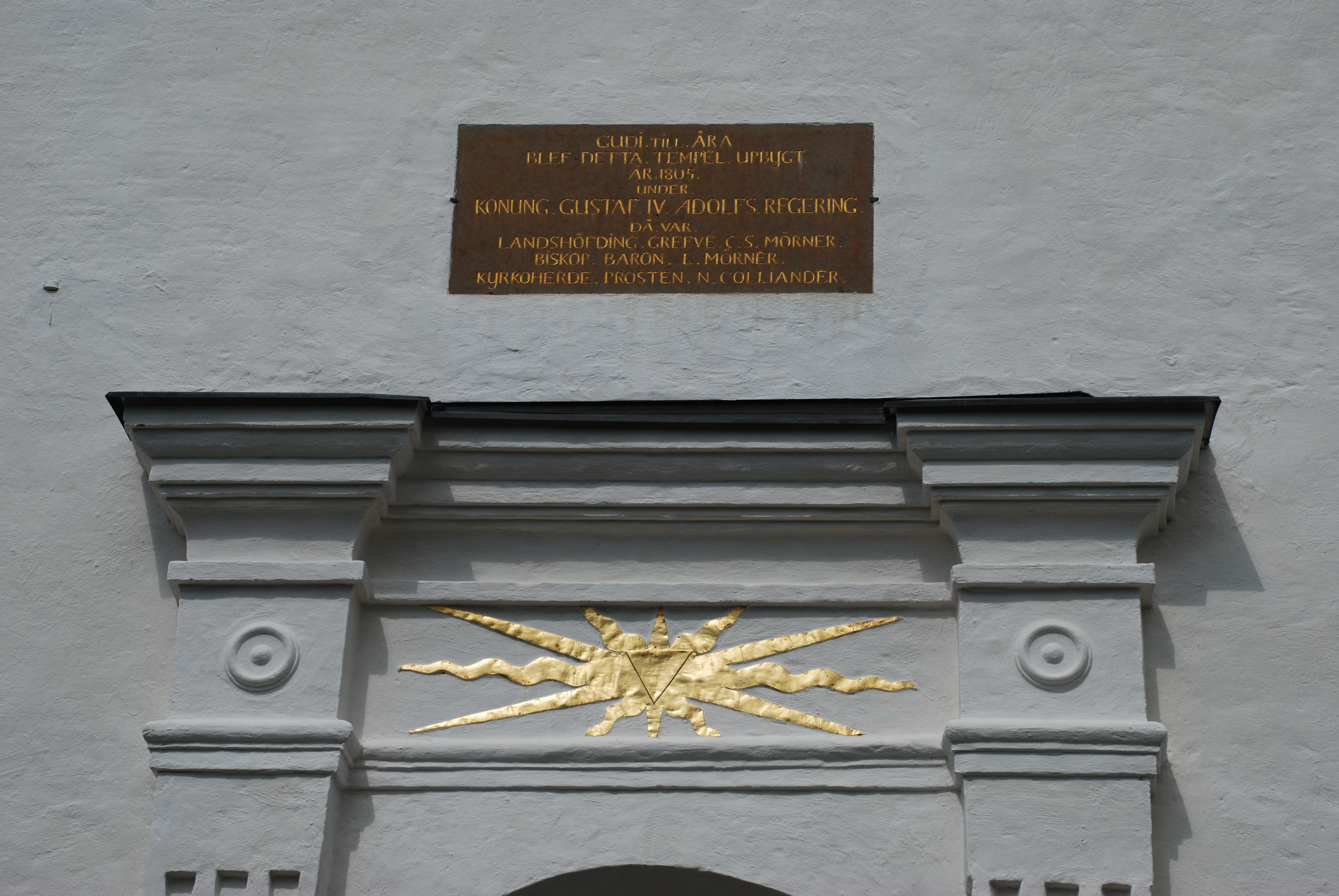
Gudi till ära blef detta tempel upbygt år 1805 under konung Gustaf den IV Adolfs regering.
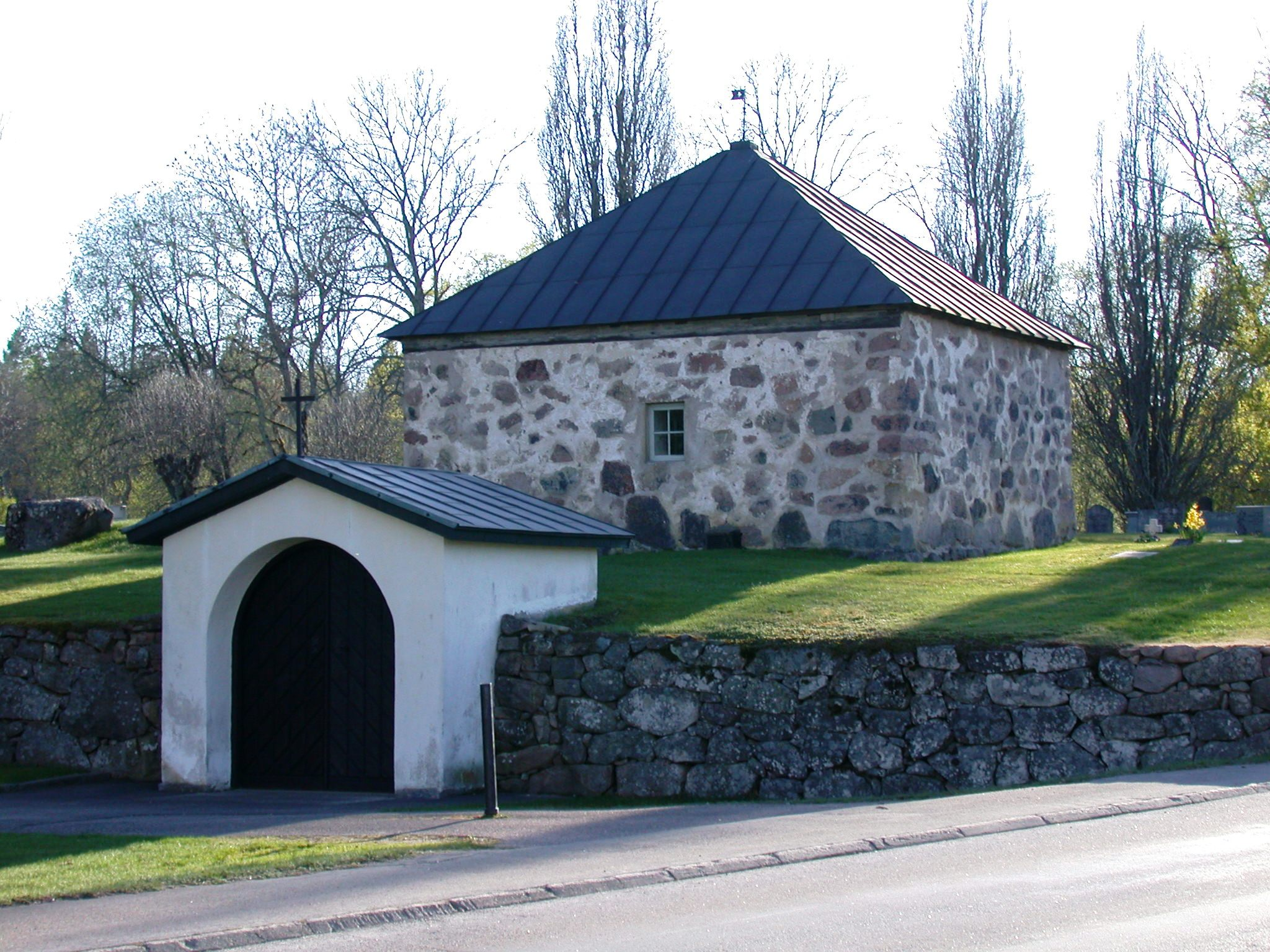
Från kyrkogården med Heliga korsets kapell.
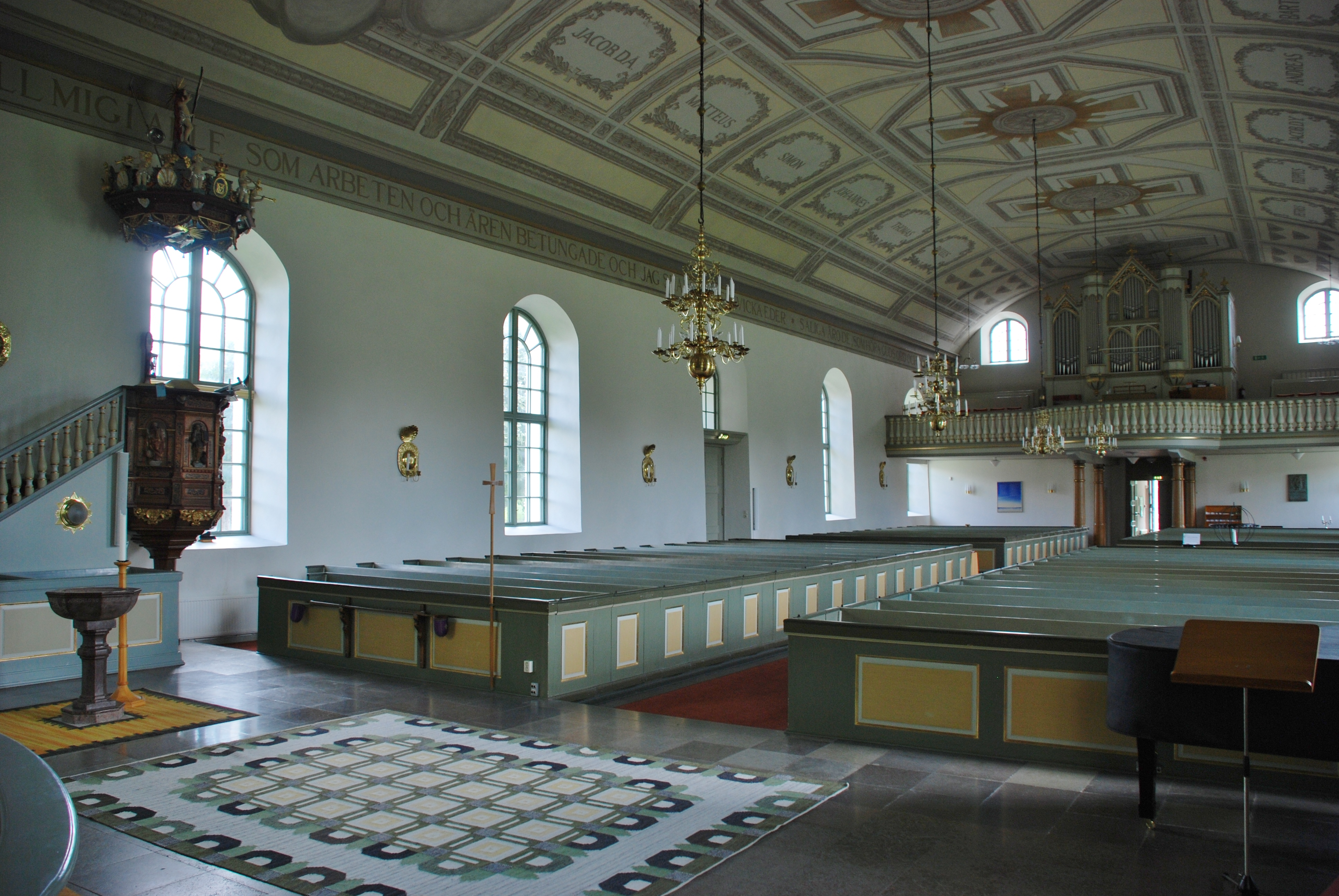
Interiör med orgelläktaren.
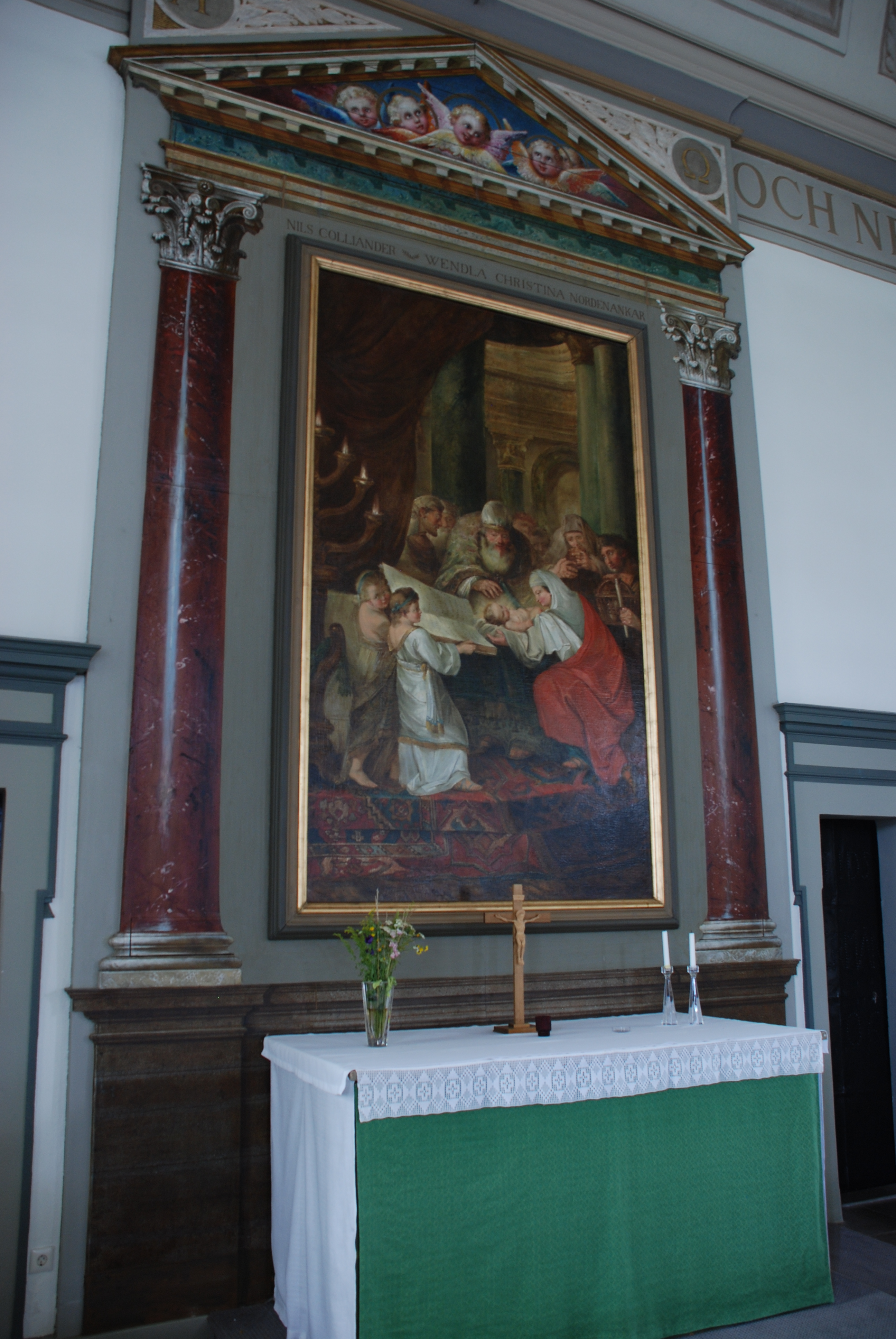
Altartavla av Louis Masreliez.